# Dirty rap
Le dirty rap, porno rap, porn rap, sex rap, booty rap, ou pornocore est un genre de hip-hop, dont le thème et les paroles sont explicitement sexuels.
Les paroles sont sexuelles, habituellement comiques ou choquantes. Initialement, le dirty rap se caractérise souvent par une ligne de basses distinctes, dans la veine de la Miami bass. Cependant, le dirty rap s'inspire par la suite de genres comme le Baltimore club, le ghetto house et la ghettotech. Nombre de morceaux du genre ont été utilisés comme bande son de films pornographiques dans les années 2000.

## Histoire

### Émergence
Le genre, ayant émergé dans les années 1970 notamment avec Rapp Dirty de Blowfly, ne se centre autour du sexe qu'à partir des années 1980 avec la sortie de l'album Don't Stop Rappin de Too Short. Même si l'album n'attire l'intérêt que localement à Oakland, le rappeur continue à faire usage de paroles provocatrices et sexuelles durant sa carrière et remporte six disques de platine et trois disques d'or. Le groupe de rap polémique 2 Live Crew fait connaitre le dirty rap auprès du grand public avec son premier album de Miami bass, 2 Live Crew is What We Are. Sexuellement imagé, 2 Live Crew est mal accueilli par la presse. Mais ce n'est pas avant la sortie de l'album As Nasty As they Wanna Be que le dirty commence à devenir un genre à part entière. Après avoir été attaqué de toute part par les critiques et les avocats, 2 Live Crew répond en sortant l'album Banned in the USA (1990).
Nombre de rappeurs adoptent le dirty rap à l'aune de la popularité des 2 Live Crew. Les groupes Poison Clan et Bytches with Problems deviennent populaires à cette période. Salt-N-Pepa sort des morceaux de dirty rap à la fin des années 1980 et au début des années 1990. Le hit single Baby Got Back de Sir Mix-a-Lot (1992) peut être considéré comme précurseur du genre dirty rap ; cependant, la majorité des morceaux de Mix-a-Lot ne sont pas suffisamment explicitement sexuels pour être considérés de la sorte. Too Short, quant à lui, devient progressivement célèbre dans le genre, bien qu'il traite également de la vie de gangster.

### Période contemporaine
Le dirty rap est un genre devenu populaire dans les années 1990 et 2000, en particulier dans le Dirty South. Luke Campbell des 2 Live Crew continue de produire du dirty rap en solo à cette période.
Kool Keith décrit le contenu lyrique de son album Sex Style comme du pornocore. L'album présente Keith dans le rôle de personnages allant du mac au pervert. Keith utilise également des métaphore sexuelles pour clasher d'autres rappeurs, en particulier dans l'urolagnie.
En 2001, Afroman publie le morceau comedy rap Crazy Rap qui le décrit dans une séance de sodomie bien détaillée. Le hit single de Khia, My Neck My Back (de son album Thug Misses) est joué au Top 40 radio.
Le dirty rap refait surface dans les années 2010 en particulier dans la scène du rap West Coast. 2014 assiste à la sortie de Do It to Ya de YG avec TeeFlii sur l'album My Krazy Life, produit par DJ Mustard.
Nombre de rappeurs indépendants comme Spank Rock, Bonde Do Role, Plastic Little, Peaches, Amanda Blank et Yo Majesty forment une scène dirty rap dans le style electrofunk ou electroclash et dance durant le milieu et la fin des années 2000, appelée electro-smut par Spin Magazine.